# キャシー・ステイプルズ
キャシー・ステイプルズ（Cassie Staples、1992年10月16日 - ）は、オーストラリアの女子ラグビーユニオン選手。

## プロフィール
- オーストラリア出身[1]。
- ポジションはウィング(WTB)。
- 身長 169cm、体重 67kg
- 愛称はCass。

## 略歴
2018年、ラグビーワールドカップセブンズ2018の7人制女子オーストラリア代表に選ばれて3位に貢献。